# Риалто (мост)
Вижте пояснителната страница за други значения на Риалто.
Риалто (на италиански: Ponte di Rialto) е пешеходен мост над Канал Гранде в град Венеция, Италия.
Той е най-старият от четирите моста, пресичащи канала. Завършен е през 1591 година. Свързва кварталите Сан Марко и Сан Поло, в който се намира старият търговски център на града Риалто.
Мостът има каменна сводова конструкция с отвор 28,8 метра. Той е частично покрит. Върху него има разположени магазини.